# Migration de peuplement
Une migration de peuplement est un type de migration humaine que l'on oppose généralement à la migration de travail et qui consiste en un déplacement de population en vue de son installation définitive dans la région d'arrivée. 
Toutefois, pour le sociologue Abdelmalek Sayad, cette différence, « postulée pour des raisons classificatoires » est « artificieuse » : « Il n'est pas d'immigration réputée aujourd'hui de peuplement, voire de colonisation, qui n'ait commencé comme une immigration de travail ».